# Fabula saltica
Pour les articles homonymes, voir Fabula (homonymie).
La fabula saltica est une danse interprétative accompagnée de musique, d'un chanteur ou d'un chœur dans la Rome antique. C'est la première forme de la pantomime romaine.
Elle apparait vraisemblablement en 22 av. J.-C.. 
L'écrivain latin du VIe siècle Vacca mentionne 65 fois, dans sa biographie de Lucain, la Vita Lucani, que celui-ci en a composé un certain nombre mais aucun texte n'a jusqu'à présent été identifié avec certitude comme une « fabula saltica » ou livret de pantomime.

## Usage de la dénomination
Selon Marie-Hélène François-Garelli, « l'expression latine susceptible d'avoir désigné le spectacle, peu fréquente en réalité, serait fabula saltato ou fabula saltica, périphrase formée sur le modèle de la désignation des autres genres dramatiques, fabula palliata, cothurnata, praetexta, togata mais par référence à la gestuelle et non plus au costume ».  
La traduction anglaise d'une biographie espagnole en fait mention en 1747 : "But what we may not want any Idea of the Fabula Saltica (Saltick Fable) if we may call by that Name, that wich is said to have been invented or at least made use of by our Countrymann Lucan ; Cervantes has left it us in his little Gypsy, &c. as he has also done of the Fabula Psatica, wich we may call Canticles, or, (if you will) Sing-song Fables" – Mais ce dont nous ne voulons pas, c'est d'une quelconque idée de la Fabula Saltica (fable saltique), si nous pouvons appeler par ce nom celle qui est censée avoir été inventée ou au moins utilisée par notre compatriote Lucain ; Cervantès nous l'a laissée dans sa petite Gitane, etc., comme il l'a fait aussi de la Fabula Psatica, que nous pouvons appeler Cantiques, ou (si vous voulez) Fables chantantes.

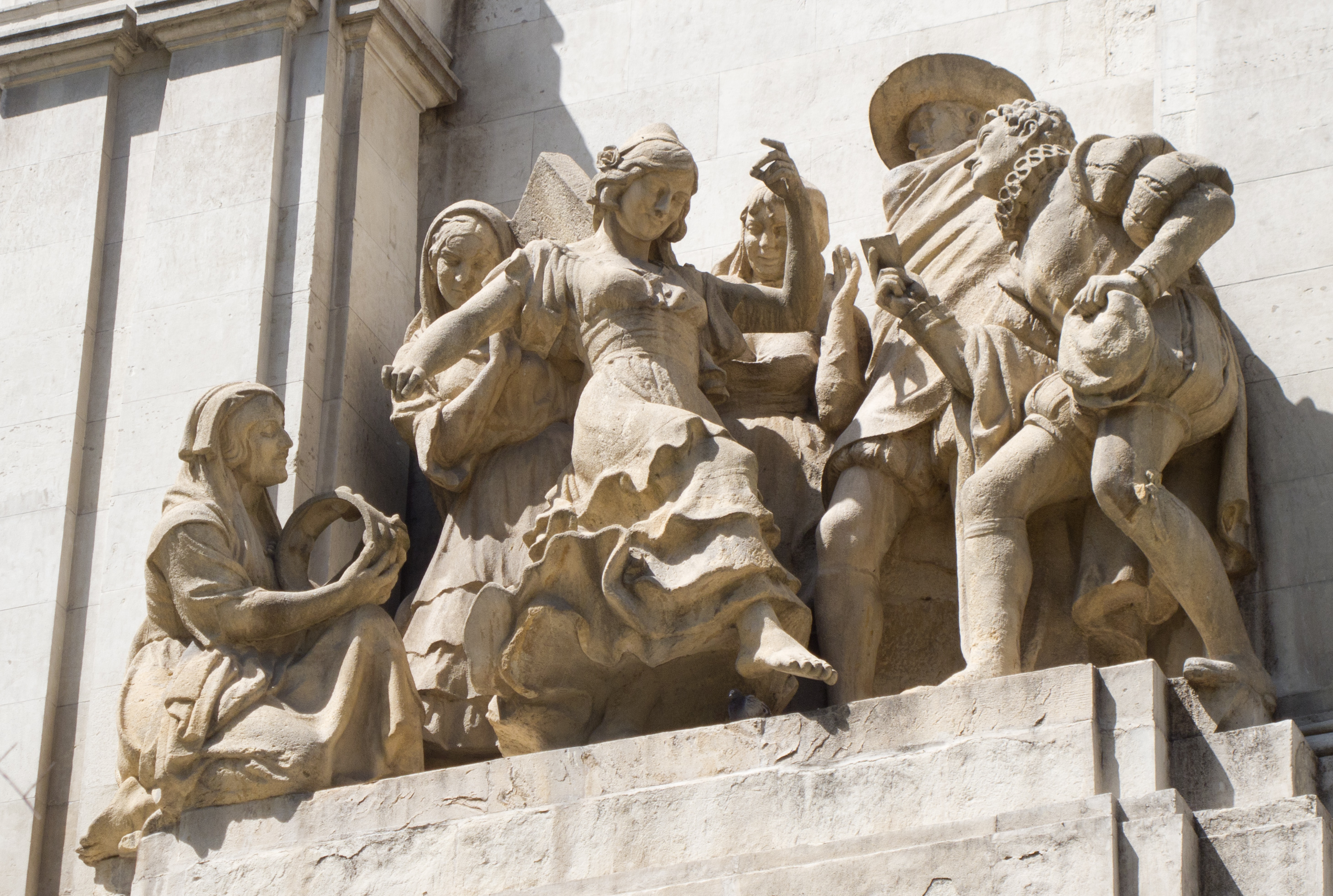
La petite Gitane, sculpture de Federico Coullaut-Valera ornant le gigantesque monument dédié à Cervantès, Madrid, 1960.

Cela indique que Miguel de Cervantes la connait bien au XVIIe siècle, mais qu'elle devait cependant être peu usitée en Angleterre le siècle suivant puisque le traducteur précise en note : "I don't remember to have met with this Fabula Saltica before now. I suppose as Saltus means a Wood or Forest, so Saltica may signify the same as Sylvatica a Forest Fable, or a Fable relating to such as live a Vagrant Life in Forests, like the Gypsies, who are the Subject of Cervantes's Novel of the Little Gypsy. Lucan wrote several books (which are lost) call'd, some say, Sylvæ, others Laureæ ; and these are what this Spanish Biographer must mean by Fabula Saltica, not a dancing Fable, from Saltare." – Je ne me souviens pas d'avoir déjà rencontré cette Fabula Saltica. Je suppose que, tout comme Saltus signifie un bois  ou forêt, Saltica peut signifier la même chose que Sylvatica, une fable forestière, ou une fable relative à ceux qui vivent une Vie Vagabonde en Forêts, comme les Gitans, qui sont le Sujet de la Nouvelle de Cervantès, la Petite Gitane. Lucain a écrit plusieurs livres (perdus) intitulés, selon certains, Sylvæ, selon d'autres, Laureæ ; et c'est ce que ce biographe espagnol doit vouloir dire par Fabula Saltica, et non une Fable dansante, tirée de Saltare.